# Bertiera pubiflora
Bertiera pubiflora är en måreväxtart som först beskrevs av Julian Alfred Steyermark, och fick sitt nu gällande namn av Bengt Lennart Andersson och B.Ståhl. Bertiera pubiflora ingår i släktet Bertiera och familjen måreväxter. Inga underarter finns listade i Catalogue of Life.